# チャーリー・カレロ
チャーリー・カレロ（Charles Calello、1938年8月24日 - ）は、アメリカ合衆国の編曲家、音楽プロデューサー、指揮者。

## 来歴
ニュージャージー州、ニューアークに生まれる。ニューアーク芸術高校とマンハッタン音楽学校に在籍した。
1958年、ニューアークのナイトクラブを訪れたフランキー・ヴァリは、出演していたバンドの演奏にうちのめされる。ヴァリは誰がそのバンドの編曲をしているのか尋ね、そこでチャーリー・カレロを紹介される。カレロはフォー・シーズンズの前身であるフォー・ラヴァーズに参加。グループのベーシスト兼アレンジャーとして本格的な音楽活動を始める。
1960年にフォー・ラヴァーズを脱退したが、彼はその後数々のフォー・シーズンズのヒット曲の編曲を担当した。また、1968年に独立するまでコロムビア・レコードのプロデューサー兼アレンジャーを務めた。
1979年には「ザ・チャーリー・カレロ・オーケストラ」名義でアルバム『Calello Serenade』を発表した。

## 主な編曲・プロデュース作品
| 年号   | アーティスト                   | 作品名                    | レコード | 担当                      |
| ------ | ------------------------------ | ------------------------- | -------- | ------------------------- |
| 1963年 | フォー・シーズンズ             | 恋のハリキリ・ボーイ      | シングル | 編曲                      |
| 1963年 | フォー・シーズンズ             | キャンディ・ガール        | シングル | 編曲                      |
| 1963年 | ダイアン・リネイ               | ネイビー・ブルー          | シングル | 編曲                      |
| 1964年 | ダイアン・リネイ               | キス・ミー・セイラー      | シングル | 編曲                      |
| 1964年 | シャーリー・エリス             | ネーム・ゲーム            | シングル | プロデュース、編曲        |
| 1964年 | フォー・シーズンズ             | 悲しき朝やけ              | シングル | 編曲                      |
| 1965年 | フォー・シーズンズ             | レッツ・ハング・オン      | シングル | 編曲                      |
| 1965年 | フォー・シーズンズ             | バイ・バイ・ベイビー      | シングル | 編曲                      |
| 1965年 | フォー・シーズンズ             | くよくよするなよ          | シングル | 編曲                      |
| 1965年 | シャーリー・エリス             | クラッピング・ソング      | シングル | プロデュース、編曲        |
| 1965年 | ザ・トイズ                     | ラヴァーズ・コンチェルト  | シングル | 編曲                      |
| 1965年 | ルー・クリスティ               | 恋のひらめき              | シングル | プロデュース、編曲        |
| 1966年 | ジャッキー・アンド・ロイ       | Changes                   | アルバム | 編曲（A2、A4、B2-5）      |
| 1968年 | ローラ・ニーロ                 | イーライと13番目の懺悔    | アルバム | プロデュース、編曲        |
| 1969年 | ニール・ダイアモンド           | スイート・キャロライン    | シングル | 編曲                      |
| 1969年 | ジャニス・イアン               | 愛のためらい              | アルバム | プロデュース、編曲        |
| 1969年 | アル・クーパー                 | 孤独な世界                | アルバム | 編曲                      |
| 1974年 | フランキー・ヴァリ             | 瞳の面影                  | シングル | 編曲                      |
| 1974年 | ラズベリーズ                   | 素晴らしき再出発          | アルバム | 編曲                      |
| 1975年 | ブルース・スプリングスティーン | 明日なき暴走              | アルバム | 編曲（B4）                |
| 1976年 | ローラ・ニーロ                 | スマイル                  | アルバム | プロデュース              |
| 1976年 | 山下達郎                       | CIRCUS TOWN               | アルバム | プロデュース、編曲（A面） |
| 1976年 | ケニー・ノーラン               | 夢のバラード              | シングル | プロデュース、編曲        |
| 1977年 | グレン・キャンベル             | サザン・ナイツ            | シングル | 編曲                      |
| 1977年 | ポール・アンカ                 | ザ・ミュージック・マン    | アルバム | プロデュース              |
| 1979年 | レックス・スミス               | 初恋のときめき            | シングル | プロデュース、編曲        |
| 1979年 | ジョン・メイオール             | ボトム・ライン            | アルバム | 編曲（A2、B1、B2）        |
| 1981年 | ジュース・ニュートン           | 夜明けの天使              | シングル | 編曲                      |
| 1981年 | ジュース・ニュートン           | クイーン・オブ・ハート    | シングル | 編曲                      |
| 1982年 | ピア・ザドラ                   | クラッピング・ソング      | シングル | プロデュース、編曲        |
| 1983年 | ジュース・ニュートン           | テル・ハー・ノー          | シングル | 編曲                      |
| 1984年 | 安部恭弘                       | MODERATO                  | アルバム | 編曲                      |
| 2000年 | リン・アンダーソン             | Live at Billy Bob's Texas | アルバム | プロデュース              |